# Camponotus hunteri
Camponotus hunteri é uma espécie de inseto do gênero Camponotus, pertencente à família Formicidae.